# 布雷欧和萨拉戈斯
布雷欧和萨拉戈斯（法語：Bréau-et-Salagosse，法語發音：[bʁeo e salaɡɔs]）是法国加尔省的一个旧市镇，属于勒维冈区。

## 地理
布雷欧和萨拉戈斯（43°59'23"N, 3°34'15"E）面积24.69 平方千米，位于法国奧克西塔尼大區加尔省，该省份为法国南部沿海省份，南端濒地中海，北起顺时针与阿尔代什省、沃克吕兹省、罗讷河口省、埃罗省、阿韦龙省和洛泽尔省接壤。
与布雷欧和萨拉戈斯接壤的市镇（或旧市镇、城区）包括：阿尔菲、欧拉斯、欧姆萨斯、阿韦兹、贝和埃斯帕龙、杜尔比、马尔斯、莫利耶尔-卡瓦亚克。
布雷欧和萨拉戈斯的时区为UTC+01:00、UTC+02:00（夏令时）。

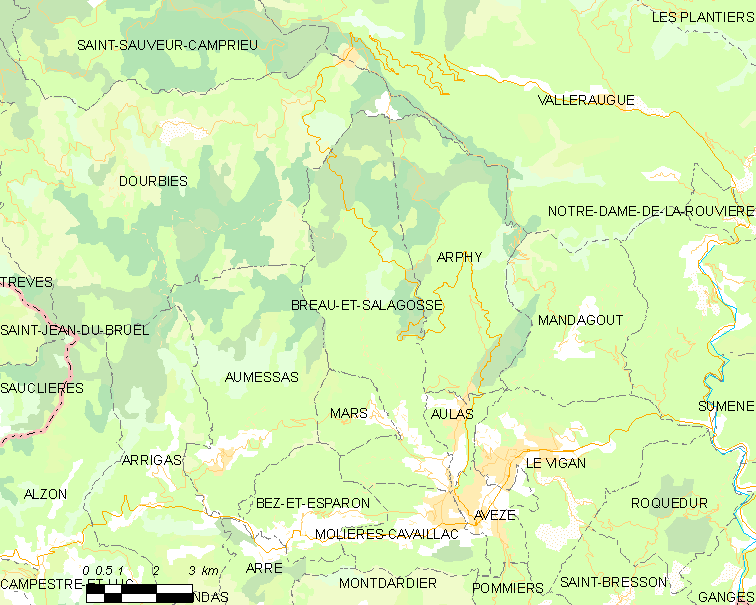
布雷欧和萨拉戈斯的OSM定位图

## 行政
布雷欧和萨拉戈斯的邮政编码为30120，INSEE市镇编码为30052。

## 政治
布雷欧和萨拉戈斯所属的省级选区为勒维冈县。

## 人口

1962-2008年间布雷欧和萨拉戈斯人口变化图示

布雷欧和萨拉戈斯于2018年1月1日时的人口数量为458人。